# Hydraena devillei
Hydraena devillei är en skalbaggsart som beskrevs av Ludwig Ganglbauer 1901. Hydraena devillei ingår i släktet Hydraena och familjen vattenbrynsbaggar. Inga underarter finns listade i Catalogue of Life.